# Powiat de Włoszczowa
Le powiat de Włoszczowa (en polonais : powiat włoszczowski) est un powiat appartenant à la voïvodie de Sainte-Croix dans le centre-sud de la Pologne.

## Division administrative

Carte du powiat

Le powiat compte 6 communes (gminy) :
- 1 commune urbaine-rurale : Włoszczowa ;
- 5 communes rurales : Kluczewsko, Krasocin, Moskorzew, Radków et Secemin.